# Carlo Ilarione Petitti di Roreto
Carlo Ilarione Petitti conte di Roreto (Torino, 21 ottobre 1790 – Torino, 10 aprile 1850) è stato un economista e politico italiano.
Senatore del Regno di Sardegna e consigliere di Stato, è stato un personaggio di spicco del Risorgimento.

## Biografia

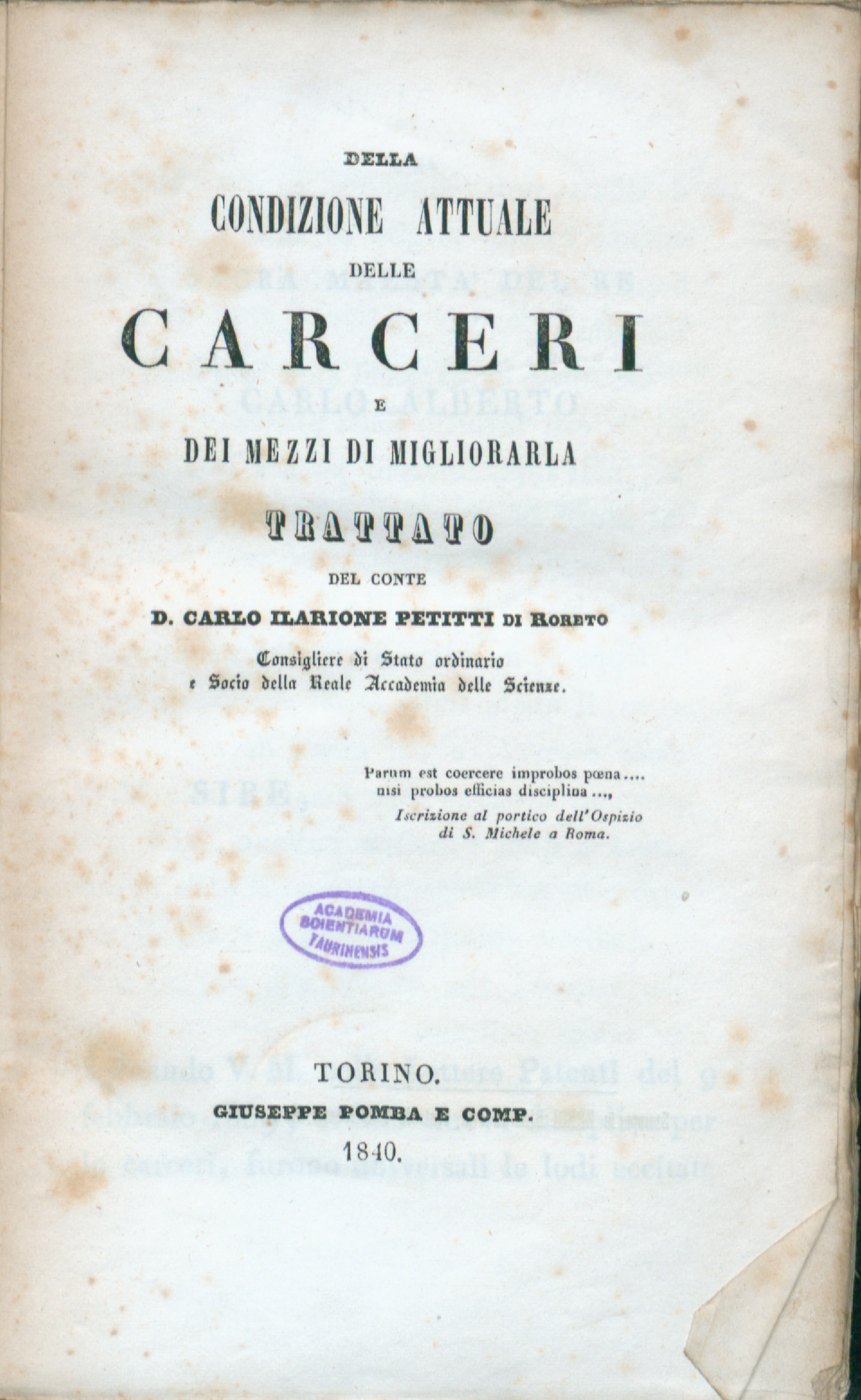
Della condizione attuale delle carceri e dei mezzi di migliorarla, 1840

Carlo Ilarione Petitti di Roreto nacque a Torino il 21 ottobre 1790, figlio del conte Giuseppe Antonio Petitti di Roreto (1729-1795) e della nobile Innocenza Gabriella Ferrero Ponziglione di Borgo d'Ales (1767-1797).
Si sposò ad Alessandria nel 1813 con la nobile Maria Gabriella Genna di Cocconato (1791-1826); dal matrimonio nacquero quattro figli: Alessandro (1813-1841), Agostino (1814-1890), Maurizio (1816-1852), e Giuseppe (1824-1886).

Conseguita la laurea in legge nel 1816 all'Università degli Studi di Genova, entrò nell'amministrazione del Regno di Sardegna della quale faceva già parte come volontario dal 1814.
Dopo aver ricoperto la carica di vice-intendente generale della Savoia a Chambéry, fu nominato intendente generale di Asti (1819) e poi di Cuneo (1826), quindi membro del neo costituito Consiglio di Stato (1831) - di cui egli stesso si era fatto promotore presso il re Carlo Alberto di Savoia - e dell'Accademia delle Scienze di Torino (1839).
Nel 1836 assunse la vice presidenza della Commissione superiore di statistica istituita da Carlo Alberto di Savoia.
Nel 1842 fu tra i fondatori, insieme a Camillo Benso di Cavour, dell'Associazione agraria di Torino.
Ricordato da Metternich accanto a Vincenzo Gioberti, a Massimo d'Azeglio e a Cesare Balbo tra i più eminenti liberali del Piemonte di allora, fu tra gli intellettuali di riferimento della cultura e della politica risorgimentale della prima metà del XIX secolo, «uno dei pochi che emerga non tanto per i titoli aristocratici o per l'attività politica, che invero non fu di secondo piano, ma soprattutto per la sua opera di studioso, di economista, di commentatore e giornalista, di sociologo» (Gian Mario Bravo), così da essere considerato da molti il maggior ispiratore delle riforme carlo-albertine.
Notevole interesse suscitò negli ambienti politici, italiani e stranieri, l'uscita del suo saggio sulla convenienza della costruzione delle strade ferrate (1845).
Nel 1848 fu nominato Senatore del Regno di Sardegna.
Morì a Torino il 10 aprile 1850, all'età di 59 anni, in seguito ad una dolorosa malattia, la podagra, che lo affliggeva da anni.

## Opere
- Saggio sul buon governo della mendicità, degli istituti di beneficenza e delle carceri, Bocca, Torino, 1837.
- Della condizione attuale delle carceri e dei mezzi di migliorarla, Torino, Pomba, 1840.
- Sul lavoro de' fanciulli nelle manifatture, Lettere al direttore delle “Letture di Famiglia”, Torino, 1942-1944.
- Delle strade ferrate italiane e del miglior ordinamento di esse. Cinque discorsi, Tipografia Elvetica, Capolago, 1845.
- Delle più probabili future condizioni del commercio ligure. Tre lettere a Michele Erede, Tip. Sordomuti, Genova, 1847.
- Sull'attuale condizione del Risorgimento italiano: pensieri, Fontana, Torino, 1848.
- Considerazioni sopra la necessità di una riforma de' tributi con alcuni cenni su certe spese dello Stato, Successori Pomba, Torino, 1850.
- Del gioco del lotto considerato ne' suoi effetti morali, politici ed economici, Stamperia Reale, Torino, 1853.
- Opere Scelte, Fondazione Luigi Einaudi, Torino, 1969.